# 적과의 동침 (1991년 영화)
《적과의 동침》(영어: Sleeping with the Enemy)은 미국에서 제작된 조지프 루빈 감독의 1991년 심리 스릴러 영화이다. 낸시 프라이스의 1987년 동명 소설에 기반하였다. 줄리아 로버츠 등이 출연하였고, 레너드 골드버그 등이 제작에 참여하였다.

## 줄거리
코드곶이 내려다보이는 고급 저택에서 사는 로라는 지난 4년 간 보스턴 투자 상담가인 남편 마틴으로부터 신체적, 심리적, 성적으로 가정 폭력을 당해왔다. 마틴은 로라가 물을 무서워하고 수영을 못한다는 걸 뻔히 알면서 이웃의 야간 항해 초대에 응한다. 예상치 못한 폭풍이 몰아닥치면서 로라는 배 밖으로 쓸려나가고 익사로 간주된다.
그러나 그간 몰래 수영을 배운 로라는 살아있었고, 마틴에게는 뇌졸중 후유증으로 거동이 불편하고 눈이 먼 어머니 클로이가 사망했다고 거짓말을 해두고 실은 아이오와주 양로원에 모셔둔 상태였다. 시더폴스로 이사한 로라는 세라 워터스로 새 삶을 시작해 직장을 찾고, 인근 대학에서 연극을 가르치는 벤과 가까워진다. 하지만 마틴은 로라가 살아있는 증거를 발견하고 로라의 뒤를 쫓기 시작한다.

## 출연
- 줄리아 로버츠 - 로라 윌리엄스 버니 / 세라 워터스 역
- 패트릭 버긴 - 마틴 버니 역
- 케빈 앤더슨 - 벤 우드워드 역
- 엘리자베스 로런스 - 클로이 윌리엄스 역
- 카일 시코어 - 존 플라이슈먼 역

## 기타 제작진
- 공동 제작: 제프리 체어노프
- 협력 제작: C. 태드 데블린, 마이클 E. 스틸
- 배역: 캐런 리아
- 미술: 더그 크레이너
- 세트: 리 폴
- 의상: 리처드 호닝

## 우리말 녹음
KBS 성우진 (1994년 2월 12일)
- 유남희 - 로라 (줄리아 로버츠)
- 남궁윤 - 마틴 (패트릭 버긴)
- 이규화 - 벤 (케빈 앤더슨)
- 박민아
- 김순환
- 이근욱
- 한수경
- 김영민
- 최병상
- 황재경